# Boondael
Boondael (en néerlandais : Boondaal ; en bruxellois : Boendael) est un quartier résidentiel dans la Région de Bruxelles-Capitale, en grande partie situé dans la commune d'Ixelles, mais avec des morceaux dans la ville de Bruxelles et de Watermael. Boondael correspond à la zone située entre le bois de la Cambre, les avenues Johanna, Armand Huysmans et Pierre Curie, ainsi que le morceau de voie ferrée de la ligne 26 entre la gare de Boondael et l'intersection avec la ligne de chemin de fer 161. Au nord de cette zone on trouve Solbosch du nom d'un bois qui a maintenant disparu.

## Toponymie
Boondael, viendrait de Boendael, comme l'atteste la prononciation. Ce qui voudrait dire vallée du haricot ou de la fève des marais.

## Histoire
Boondael était un hameau rural et une seigneurie. La plus ancienne mention du lieu remonte à 1234, sous la forme "Bondale". La propriété est située dans le domaine ducal, et est une chapellenie dépendant de la paroisse d'Uccle. Au XVe siècle, une chapelle est fondée par William de Hulstbosch. Aux XVe et XVIe siècles, le hameau fut très prospère, grâce à une importante industrie de la bière. La chapelle fut détruite par des émeutes religieuses mais à chaque fois elle fut reconstruite. L'industrie de la bière fini par se déplacer à Ixelles-Le-Vicomte, qui devint plus importante que Boondael et fournit la bière aux habitants de cette dernière. C'est à ce moment que Ixelles-Le-Vicomte, pris le dessus dans la seigneurie, (et dans ce qui plus tard devient la commune d'Ixelles) Sur le carte de Ferraris depuis les années 1770,  on y voit la mention du hameau de Boondael entre la forêt de Soignes et le hameau de Langeveld à l'ouest et à Watermael à l'est.
Le hameau de Boondael était du XVe siècle jusqu’au milieu du XIXe siècle qu’un hameau rural constitué de maisonnettes et de fermes qui appartiennent à l’abbaye ou à des fermiers. Il est entouré de champs, de ruisseaux et d’étangs. Les habitants disposaient d’un puits qui les alimentent en eau potable. Les fermettes sont construites avec de l’agiles et du bois avec des toitures en chaume.
À l’arrivée de Philippe le Bon (°1396, +1467), la classe bourgeoise s’agrandit et commencent à faire construire des maisons de campagne en dehors de la muraille de Bruxelles. Se rajoutant à cela l’essor que connaît le hameau à la suite du décret du 3 novembre 1503 de Philippe le Bon qui stipulait que les brasseries et cabarets ne pouvaient s’installait à moins d’une lieue de la ville pour protéger les brasseries bruxelloises des éventuelles concurrencent extérieur (Haut-Ixelles).
À la suite de l’avènement de Philippe II, ces régions connaîtront une succession de guerres et la commune d’Ixelles fut mise à sac par les soldats espagnols d’Alexandre Farnèse en 1581. Les maisons sont détruites, pillées, incendiées et les familles dispersées.
Ceci sera le point de départ du trafic de la bière dans le Haut-Ixelles et par la suite le développement de l’industrie brassicole dans cette partie de la ville. Le hameau de Boendael retrouvera à nouveau son activité agricole et ne compte que cinq familles dont trois vivent dans la même maison.
En 1792, on dénombre 158 personnes habitant le hameau, soit une augmentation de 30 % par rapport au début du siècle. Ixelles reste un lieu rural, orné de beaux étangs et guinguettes.
Quant à la fin de l'Ancien Régime, la création des communes a été décidée en vertu de la règle française en 1795, Boondaal a été réuni avec le hameau de Bas-Ixelles et de Haut-Ixelles, plus proche de la ville de Bruxelles, pour former la commune d'Ixelles[pas clair]. En 1842, la chapelle de Boondael a été reconstruite dans sa forme actuelle. Le village resta rural au cours du XIXe siècle tandis que dans le nord-ouest, l'urbanisation bruxelloise continue son avancée sur Ixelles. Après la Première Guerre mondiale l'urbanisation a atteint également Boondael. En 1940, la nouvelle église Saint-Adrien est construite.

## Visites
- la chapelle de Boondael, aujourd'hui centre culturel[3]
- contre l'arrière de la chapelle de Boondaal se trouve un vieux tilleul, qui, depuis 1936, est protégé. La place voisine est appelée Square du Vieux-Tilleul.
- l'église Saint-Adrien construite en 1940[3].
- l'Auberge de Boondael, une ancienne auberge, ferme, qui remonte au XVIIIe siècle. Il y a également une ancienne laiterie, qui, ensemble, avec la ferme est protégée.

## Le trafic et le transport
Le long de la ligne de chemin de fer 26 on trouve la gare de Boondael. À l'ouest de Boondael sur le territoire de Bruxelles se trouve l'avenue Franklin Roosevelt, qui forme la N24.